# Hyalurga choma
Hyalurga choma är en fjärilsart som beskrevs av Druce 1893. Hyalurga choma ingår i släktet Hyalurga och familjen björnspinnare. Inga underarter finns listade i Catalogue of Life.